# Felipe Garcés
Felipe Alejandro Garcés Sepúlveda (Los Ángeles, 2 de marzo  de 1984) es un jinete de rodeo chileno perteneciente al criadero Peleco, que fue campeón del Campeonato Nacional de Rodeo en su 76.° edición junto a Gustavo Valdebenito.
El campeonato de 2025 lo igualaron en el primer lugar con 32 puntos, por lo que entre ellos mismos debieron irse al desempate. Finalmente, Valdebenito y Garcés se quedaron con el primer lugar en los lomos de "Messi" y "Mamo", que en el desempate sumaron +3 puntos, dejando segundos a "Dale Compadre" y "Paltón", que solamente totalizaron +1, representando a la Asociación Malleco.
Garcés y Valdebenito después de ganar la edición 76.° del campeonato de Chile lograron el tercer título del criadero Peleco, además fueron los primeros jinetes en empatar el primer puesto. Lograron el campeonato después de correr juntos por 25 años, ya que en el Campeonato Nacional de Rodeo de 2000 ambos corrieron en Rancagua a los abuelos de "Messi" y "El Mamo", a "Requinto" y "Taconeo".
Garcés y Valdebenito tenían el cupo directo para la final de 2025 debido a que se habían consagrado como los campeones del Rodeo Clasificatorio Zona Sur, que se disputó un mes antes del campeonato en la medialuna Edmundo Moller Bordeau, ubicada en el recinto de Socabío en Los Ángeles.
Fue el jinete número uno de la temporada 2024-2025, según el ránking de la Federación del Rodeo Chileno.

## Campeonatos nacionales
| Año  | Collera             | Caballos         | Puntaje | Asociación |
| ---- | ------------------- | ---------------- | ------- | ---------- |
| 2025 | Gustavo Valdebenito | "Messi" y "Mamo" | 32 (+4) | Malleco    |

### Segundos campeonatos
- 2025: junto con Gustavo Valdebenito, montando a "Dele Compadre" y "Paltón" con 32 puntos (+1).